# آلاله برگ‌هویجی
آلاله برگ‌هویجی (نام علمی: Ranunculus cicutarius) نام یک گونه از سرده آلاله است. سردهٔ آلاله در ایران ۵۵ گونهٔ علفی یک ساله و چند ساله دارد. آلاله برگ‌هویجی یکی از ۵۵ گونهٔ موجود در ایران است.